# Дементьев, Николай Степанович
Николай Степанович Дементьев (1927—1992) — русский советский писатель.
Окончил Ленинградский институт инженеров водного транспорта (1949), работал в Сибири. Публиковался с 1952 (рассказы в журнале «Сибирские огни»). Известность принесла Дементьеву повесть «Мои дороги» (1958), где говорится о том, как выпускник института начинает свою практическую деятельность в рабочем коллективе в Сибири. Продолжение — повесть «Прекрасная зима в Сибири» (1960).

## Экранизации
- 1960 — Бессонная ночь (по повести «Мои дороги»)
- 1979 — Подготовка к экзамену (по мотивам одноимённой повести)

## Книги
- Первое письмо, 1954 (сборник рассказов)
- Сестры, 1955 (сборник рассказов)
- Мои дороги, 1958, 1972
- Иду в жизнь. 1961
- Замужество Татьяны Беловой, 1964
- Чужие близнецы, 1965 (на тему ленинградской блокады)
- Какого цвета небо, 1969
- Во имя человека, 1975
- Блокадный день, 1980
- История моей любви, 1982
- Люди, простите меня!, 1987 (сборник)
- История моей любви. — Л.: Советский писатель, 1988. — 416 с., 100 000 экз.